# Koralina (powieść)
Koralina (oryg. ang. Coraline) – powieść fantastyczna z pogranicza horroru, autorstwa Neila Gaimana, wydana w 2002 przez wydawnictwo HarperCollins (ISBN 0-380-97778-8); wydanie polskie w tłumaczeniu Pauliny Braiter ukazało się w kwietniu 2003, nakładem Wydawnictwa Mag (ISBN 83-89004-34-8). Utwór zdobył prestiżowe nagrody: Bram Stoker Award za najlepsze dzieło dla młodego czytelnika w 2002 oraz Hugo i Nebulę za najlepsze opowiadanie w 2003.

## Fabuła
Koralina Jones przeprowadza się z rodzicami do wielkiego, starego domu na odludziu. Rodzice, zajęci pracą, nie mają czasu dla córki. Podczas wędrówek po domu Koralina poznaje pozostałych lokatorów, równie dziwacznych jak sam dom – emerytowane aktorki, panny Forcible i Spink, żyjące wspomnieniami dawnych czasów oraz pana Bobo tresującego myszy. W domu mieszka także kot. Koralina odkrywa, że drzwi do jednego z mieszkań są zamurowane. Pewnej nocy Koralina otwiera je i znajduje przejście do lustrzanego odbicia domu – z „drugimi” rodzicami, pannami Forcible i Spink i panem Bobo. Jest także kot, który potrafi mówić. Mieszkańcy tego domu są złowrogą parodią tych z rzeczywistości. „Druga” matka chce zatrzymać Koralinę w swoim świecie, kusząc ją swoją bezgraniczną miłością i poświęceniem, których brakuje w prawdziwej rodzinie. Gdy Koralina odmawia i wraca do rzeczywistego domu, ze strachem odkrywa, że jej rodzice zniknęli. Koralina musi walczyć o swoich rodziców z przerażającą i potężną „drugą” matką. Idąc za radą czarnego kota, który staje się jej jedynym sprzymierzeńcem, podejmuje rozpaczliwą grę – by odzyskać wolność swoją i rodziców musi znaleźć ich dusze oraz dusze trójki dzieci, które kiedyś padły ofiarą „drugiej” matki. 

## Ekranizacja
Na podstawie powieści powstał film animowany Koralina i tajemnicze drzwi w reżyserii Henry’ego Selicka.